# Assa
Assa (en àrab آسـا, Assā; en amazic ⴰⵙⵙⴰ) és un municipi de la província d'Assa-Zag, a la regió de Guelmim-Oued Noun, al Marroc. Segons el cens de 2014 tenia una població total de 14.570 persones Es troba a 100 km al sud-est de Guelmim, i a 80 km al sud-oest de Foum Zguid. Es troba en una zona desèrtica al nord de Jbel Uarkziz i és part del territori del sud del Marroc habitat pels saharauis. És travessada al sud pel riu Draa i la carretera N12 creua la ciutat.